# Millî Selamet Partisi
Die Millî Selamet Partisi (deutsch Nationale Heilspartei, MSP) war eine islamistisch orientierte politische Partei in der Türkei.
Die MSP wurde am 11. Oktober 1972 von den Mitgliedern der nach dem Militärputsch von 1971 verbotenen Millî Nizam Partisi (Nationalen Ordnungspartei) (MNP) gegründet. Der erste Vorsitzende der Partei war Süleyman Arif Emre, der am 20. Oktober 1973 durch Necmettin Erbakan ersetzt wurde. Der Partei, die bei der Abgeordnetenwahl 1973 1,2 Millionen Stimmen (11 %) erhielt, gelang es in die Nationalversammlung zu kommen. Am 26. Januar 1974 nahm die MSP an der Regierung als kleinere Partnerin der Regierungskoalition mit der Cumhuriyet Halk Partisi (Republikanischen Volkspartei) unter der Führung von Bülent Ecevit teil. Erbakan wurde Vizepremierminister. Die Besetzung von Zypern von türkischen Truppen wurde von dieser Koalition verwirklicht. Aber die Koalition hielt sich nicht länger als 7 Monate.
Nach dem Ende dieser Koalition nahm die MSP diesmal an den Regierungskoalitionen mit konservativ-nationalistisch orientierten Parteien teil. Die sogenannte Erste Nationalistische Front, die aus der Adalet Partisi (Gerechtigkeitspartei, AP), der Milliyetçi Hareket Partisi (Partei der Nationalistischen Bewegung) (MHP), der Republikanischen Vertrauenpartei (CGP) und der MSP bestand, wurde am 31. März 1975 gegründet. Die Partei nahm auch an der folgenden Regierungskoalition teil, der sogenannten Zweiten Nationalistischen Front, die nach der Wahl zur Nationalversammlung 1977 gebildet wurde.
Die Millî Selamet Partisi wurde nach dem Militärputsch von 1980 wie alle anderen politischen Parteien verboten. Die Führungskader der Partei wurden vom Militärgericht freigesprochen.
Die Nachfolge traten die 1983 gegründete Refah Partisi, nach deren Verbot 1997 die Fazilet Partisi und nach deren Verbot 2001 wiederum die 2001 gegründete Saadet Partisi an.